# Форкья
Фо́ркья, Форкия (итал. Forchia) — коммуна в Италии, располагается в регионе Кампания, в провинции Беневенто.
Население составляет 1116 человек (2008 г.), плотность населения составляет 223 чел./км². Занимает площадь 5 км². Почтовый индекс — 82011. Телефонный код — 0823.
Покровителем коммуны почитается святитель Николай Мирликийский, празднование 6 декабря.

## Демография
Динамика населения:

## Администрация коммуны
- Официальный сайт: http://www.comune.forchia.bn.it